# Pedro Marín
Pedro Alejandro Marín (* 12. März 2004) ist ein kolumbianischer Mittelstreckenläufer, der sich auf den 1500-Meter-Lauf spezialisiert hat. 

## Sportliche Laufbahn
Erste Erfahrungen bei internationalen Meisterschaften sammelte Pedro Marín im Jahr 2021, als er bei den U20-Südamerikameisterschaften in Lima in 3:58,31 min den siebten Platz im 1500-Meter-Lauf belegte. Anschließend gewann er bei den U18-Südamerikameisterschaften in Encarnación in 1:53,00 min die Bronzemedaille über 800 Meter. Im Jahr darauf schied er bei den U20-Weltmeisterschaften in Cali mit 1:56,15 min in der ersten Runde im 800-Meter-Lauf aus und bei den Crosslauf-Südamerikameisterschaften 2023 in Poços de Caldas siegte er in 28:32 min im U20-Rennen. Kurz darauf gelangte er bei den Crosslauf-Weltmeisterschaften in Bathurst nach 27:02 min 33. im U20-Rennen. Im Mai siegte er dann bei den U20-Südamerikameisterschaften in Bogotá in 3:56,67 min über 1500 Meter sowie in 8:44,29 min auch im 3000-Meter-Lauf. Im Jahr darauf gewann er bei den Ibero-Amerikanischen Meisterschaften in Cuiabá in 8:10,22 min die Bronzemedaille über 3000 Meter hinter dem Bolivianer David Ninavia und Ignacio Velásquez aus Chile und über 5000 Meter sicherte er sich in 14:27,65 min die Silbermedaille hinter dem Brasilianer Altobeli da Silva. Kurz darauf siegte er bei den Straßenlauf-Südamerikameisterschaften in Asunción in 14:39 min über 5 km und 2025 belegte er bei den Südamerikameisterschaften in Mar del Plata in 3:47,87 min den sechsten Platz über 1500 Meter.
2024 wurde Marín kolumbianischer Meister im 1500- und 5000-Meter-Lauf.

## Persönliche Bestzeiten
- 1500 Meter: 3:44,97 min, 18. April 2025 in Azusa
- 3000 Meter: 8:10,22 min, 10. Mai 2024 in Cuiabá
- 5000 Meter: 13:40,63 min, 17. April 2025 in Azusa
- 10.000 Meter: 28:25,04 min, 4. April 2025 in Palo Alto